# Erich Raeder
Erich Johann Albert Raeder (født 24. april 1876 i Wandsbek - død 6. november 1960 i Kiel) var en tysk søofficer før og under anden verdenskrig. Han havde grad af storadmiral (tysk: Großadmiral), og var leder for den tyske Kriegsmarine frem til januar 1943.

## Baggrund
Raeder kom fra en middelklassefamilie fra Wandsbek udenfor Hamburg. Han gik ind i den kejserlige marine (Kaiserliche Marine) som 18-årig i 1894, hvor han gjorde lynkarriere. I 1912 blev han stabschef for viceadmiral Franz von Hipper. Under første verdenskrig deltog Raeder i Jyllandsslaget og slaget ved Doggerbanken i 1915.

## Karriere
I 1922 blev Raeder kontreadmiral og viceadmiral i 1925. I 1928 fik han grad af admiral, og blev øverstkommanderende for den tyske marine.
Raeder brød sig ikke om NSDAP, men støttede stærkt Hitlers planer om at genopbygge Kriegsmarine. Lige før sin 60-årsdag blev han af Hitler udnævnt til generaladmiral for sin indsats for genrejsning af den tyske flåde. Arbejdet bragte ham i konstant rivaliseren med Göring, der var ved at opbygge Luftwaffe. I 1939 blev Raeder storadmiral. Han pressede på for Operation Weserübung, det tyske angreb på Danmark og Norge. I Nürnberg indrømmede han, at marinen havde brudt Versaillestraktaten, men anførte, at det havde været "en æressag for enhver mand" at bryde den; og at bruddene for det meste var små, så Tyskland i virkeligheden havde bygget mindre, end landet havde tilladelse til.
Belastet med skampletten fra "matros-revolutionen" i 1918 var tysk marine den militært mindst betydelige af stridskræfterne. Ved anden verdenskrigs udbrud anså Raeder, at den kommende kamp mod sømagten Storbritannien var så håbløs, at krigsmarinen i denne krig måtte nøjes med at "dø med anstændighed". Selv om han snart blev mere optimistisk, opildnede søkrigsledelsen stadig soldaternes kampånd i håb om at bevare marinens betydning for stat og Wehrmacht; for meget andet end høj kampmoral havde den ikke at vise til. Efter 1943 sank tysk marines militære betydning til det nærmest ubetydelige. På såvel krigsskibe som destroyere stod udstyret langt tilbage for det amerikanske og britiske. Der var også for lidt brændstof til at uddanne besætningen ordentligt. Dermed endte søslagene som regel med nederlag. Hurtigbåde og ubåde, der var bedre udstyret, var truet af de allieredes moderne lokaliseringsteknik. I aflyttede samtaler mellem tyske krigsfanger fra marinen spillede tapperhed, hårdhed og disciplin en mærkbart større rolle end hos hærens og luftvåbenets folk. En krigsfange fra sænkningen af blokadebryderen Alstertor, fortalte med beundring: "Under kampen havde vi nogle fanger nede i en luge, og foran døren stod der en vagt med pistol, med ordre om ikke at åbne døren, før han fik ordre om det. Men officeren, der skulle give den ordre, var faldet; så mens skibet lå helt skævt, blev han bare stående. Ingen af fangerne kom ud, og heller ikke vagten. Det kan man kalde pligtopfyldendhed!" Når marinen var godt anset hos naziledelsen, skyldtes det denne type fanatisme, der også blev afgørende for, at Hitler udnævnte Karl Dönitz som sin efterfølger.
De slette resultater for Kriegsmarine, kombineret med ubådenes succes under Dönitz, førte til, at Raeder blev degraderet i januar 1943, mens Dönitz overtog som marinens nye leder. Raeder trak sig derefter tilbage, i maj 1943.
Raeder var under mistanke for medvirkning ved 20. juli-attentatet, men blev frikendt for mistankerne, da han umiddelbart rejste til Wolfsschanze for personligt at forsikre Hitler om sin loyalitet.

## Efterkrigstid
Efter krigen blev Raeder under Nürnbergprocessen dømt til livsvarigt fængsel for forbrydelse mod freden, en tiltale med baggrund i hans støtte til angrebet på Norge i 1940.
26. september 1955 blev han sat fri pga sit dårlige helbred. Han bosatte sig i Uhlandstrasse i Lippstadt. Senere skrev han selvbiografien Mein Leben, udgivet i 1957. Han døde i Kiel i 1960.